# Livelock
Jako livelock se v informatice (případně kybernetice či obecně procesním řízení) označuje situace, kdy nějaký proces stále běží, ale dosahuje stavů jen v omezené části programu, bez možnosti dosáhnout nějakého cílového stavu. Může buď dokola opakovat tytéž kroky, pak jde o nekonečný cyklus, ale může postupovat i proměnlivou cestou bez zacyklení.